# Tolsti Vrh, Ravne na Koroškem
Tolsti Vrh pri Ravnah na Koroškem je naselje v Občini Ravne na Koroškem.
Toponim se nanaša na lokalno topografijo, saj vas leži na vrhu debelega hriba s priostrenim vrhom. Toponim 'Tolsti vrh' (ali 'Tolsti Vrh') se kot zemljepisno ime pojavlja na več mestih v Sloveniji, pojavlja pa se tudi kot andronim (Tovšak).